# Axel Hannemann
Axel Hannemann (ur. 27 kwietnia 1945 w Buchhain, zm. 5 czerwca 1962 w Berlinie) – ofiara śmiertelna Muru Berlińskiego postrzelona podczas próby ucieczki przez Sprewę do Berlina Zachodniego.

## Okoliczności ucieczki
5 czerwca 1962 r. Hannemann pojechał pociągiem do Berlina, po czym udał się na most Marschallbrücke, gdzie służby celne kontrolowały wszystkie wschodnioniemieckie statki, które przepływając przez Berlin Zachodni kontynuowały kurs na terytorium NRD. Około godziny 17:15 zeskoczył z mostu na pokład jednego ze statków będących już po kontroli, zostając jednak zauważony przez kapitana, który przerwał kurs i wezwał na pomoc celników. Hannemann rozpoczął szamotaninę z kapitanem, po czym uwolniwszy się, wskoczył do wody i skierował się ku wybrzeżu Berlina Zachodniego. Zauważyli go przy tym dwaj żołnierze służb granicznych, którzy niezwłocznie otworzyli ogień. Trafiony śmiertelnie w głowę Hannemann natychmiast utonął.
Odbywająca się bezpośrednio obok budynku Reichstagu próba ucieczki nie uszła uwadze zachodnioberlińskich policjantów oraz dziennikarzy, którzy sfotografowali wyłowienie zwłok przez wschodnioberlińską straż pożarną. Następnego dnia prasa zachodnioniemiecka poinformowała o „morderstwie uciekiniera przy Reichstagu”. Karl Maron, minister spraw wewnętrznych NRD, wydał z kolei oświadczenie o nielegalnej próbie przekroczenia granicy państwa, przy której „przestępca” został zastrzelony. Prokuratura w Berlinie Zachodnim wszczęła dochodzenie przeciwko strzelającym żołnierzom, w wyniku którego jeden z tychże skazany został po zjednoczeniu na karę dwóch lat pozbawienia wolności w zawieszeniu. Odpowiedzialny za śmiertelne postrzelenie Hannemanna drugi z żołnierzy, pełniący jednocześnie funkcję dowódcy posterunku, zmarł jeszcze przed ogłoszeniem wyroku.
O zabitym przypomina jeden z tzw. białych krzyży w miejscu pamięci w pobliżu budynku Reichstagu.